# Лівобережна (станція)
Лівобере́жна — тупикова залізнична станція 4-го класу Полтавської дирекції Південної залізниці на відгалуженій неелектрифікованій лінії 27 км — Лівобережна (завдожки 7,5 км). Розташована в селищі Власівка Олександрійського району Кіровоградської області.

## Історія
Станція Лівобережна відкрита у 1970-х роках.

## Послуги
Станція обслуговує підприємства:
- ТДВ «Світловодське кар'єроуправління» (спеціалізується на видобуванні піску, граніту, виробництві камене-щебеневої продукції);
- ТДВ «Об'єднання Дніпроенергобудпром» (спеціалізується на виготовленні залізобетонних каркасів для будівництва теплових і атомних електростанцій, промислових будівель, сільськогосподарських та інших будівель, залізобетонних опор, колон, балок тощо).

Комерційні операції, що виконуються на станції Лівобережна:
- Прийом та видача вантажів вагонними і дрібними відправками, що завантажуються цілими вагонами, лише на під'їзних коліях та місцях незагального користування.